# Назад в будущее (продукция)
Эта статья посвящена сопутствующей продукции трилогии Назад в будущее
Ниже представлен список сопутствующих товаров трилогии «Назад в будущее», выпущенных различными компаниями по лицензионному соглашению со студией «Universal Studios».

## Видео-игры

### Компьютерные и консоли
Серия компьютерных игр Back To The Future, основанная на одноимённой серии фильмов, насчитывает в общей сложности 30 игр для 18 различных игровых платформ.
- Back to the Future для Amstrad CPC, Commodore 64 и ZX Spectrum
- Back to the Future для NES (LJN)
- Back to the Future для MSX (Pony Canyon)
- Back to the Future Adventure для MSX2 (Pony Canyon)
- Back to the Future II & III для NES (LJN)
- Back to the Future II для Amiga, Amstrad CPC, Atari ST, Commodore 64, DOS Sega Master System и ZX Spectrum (Image Works)
- Super Back to the Future II для Super Famicom (Toshiba EMI)
- Back to the Future III для Amiga, Amstrad CPC, Atari ST, Commodore 64, DOS Sega Master System/Sega Mega Drive и ZX Spectrum (Image Works)
- Universal Studios: Theme Parks Adventure для Nintendo GameCube (Kemco)

### Back To The Future: The Game
Первая часть 5-серийного квеста-продолжения кинотрилогии поступила в продажу в декабре 2010 года. В работе над сценарием принял участие Боб Гейл, а актёры, сыгравшие главные роли в фильмах озвучили своих персонажей. Новые эпизоды вышли в феврале, марте, апреле и июне. Новые эпизоды были доступны для платного скачивания с официального сайта разработчика, а после выхода всего сериала на DVD купившие эпизоды могли оформить бесплатную доставку диска с игрой.
3 ноября 2011 года в России вышел первый эпизод игры. Выпуском занимается компания «Buka Entertainment».

### Lego Dimensions
Компания «Traveller’s Tales» готовит к выпуску игру «Lego Dimensions». Релиз назначен на сентябрь 2015 года. Игра представляет собой микс из вселенных и персонажей: «Бэтмен», «Властелин колец», «Скуби-Ду», «Мир юрского периода», «Доктор Кто», «Симпсоны», «Волшебник изумрудного города», комиксы DC и пр. Среди персонажей, заявленных от трилогии «Назад в будущее» значатся Марти МакФлай и доктор Эмметт Браун. Кристофер Ллойд принял участие в съёмках проморолика игры. Кроме того, будут выпущены LEGO-фигурки с Марти и Доком.

### Флеш-игры
Первая игра под названием «Back To The Future: 88 MpH» являлась частью промокампании, посвящённой выходу 4-дискового DVD-издания трилогии. Вторая официальная флеш-игра под названием «Back To The Future: Blitz Through Time» была выпущена эксклюзивно для сайта Facebook в преддверии выхода компьютерной игры «Back to the Future: The Game». Игра представляла собой версию классических «Шариков» — набрав нужное количество очков, ДэЛориан разгоняется до 88 миль в час и перемещается во времени.

### Слот-машина
В 2006 году компания «International Game Technology» выпустила игральный автомат «Back To The Future Video Slots». Сюжет был написан Бобом Гейлом. Дизайнером выступил Джо Каминков, а Кристофер Ллойд озвучил дока Эмметта Брауна.